# Новак, Пётр
Пётр Новак (род. 5 июля 1964 года в Пабьянице) — польский тренер и бывший профессиональный футболист. Последним местом работы для Новака была «Ягеллония», где он занимал пост главного тренера.
Новак успешно выступал за польские клубы «Завиша» и «Видзев», затем продолжил играть в Турции, Швейцарии и Германии. Он был признан одним из лучших игроков в Бундеслиге в сезоне 1995/96, тогда он играл за «Мюнхен 1860». В 1998 году он переехал в США и четыре года играл в «Чикаго Файр».
Новак также регулярно вызывался в сборную Польши на протяжении 1990-х годов, сыграл 19 матчей, в течение нескольких лет был капитаном сборной, в 1996 году был признан футболистом года в Польше.
В качестве тренера он был помощником наставника сборной США Боба Брэдли, параллельно он руководил молодёжной сборной США. Также он тренировал такие клубы MLS, как «Ди Си Юнайтед» и «Филадельфия Юнион». Однако его репутация в США сильно пострадала после того, как его обвинили в грубом обращении и оскорблении игроков.
Некоторое время, ещё не закончив карьеру, он был председателем «Гурник Конин», но был чрезвычайно непопулярным, и часто именно его обвиняли в распаде клуба. Более десяти лет спустя он стал техническим и личным советником президента Карибского футбольного союза и главным тренером сборной Антигуа и Барбуды.

## Карьера игрока
Новак подписал свой первый профессиональный контракт в возрасте 15 лет с клубом «Влукняж Пабьянице». Позже он играл в чемпионате Польши за «Завишу» и «Видзев».
После нескольких сезонов в «Бакыркёйспоре» (Турция) и «Янг Бойз» (Швейцария) Новак переехал в Германию, став игроком команды Бундеслиги «Динамо Дрезден». Именно в Германии Новак взошёл на пик карьеры. В 1994 году он подписал контракт сначала с «Кайзерслаутерн» (не сыграл ни одного матча), а затем с «Мюнхен 1860», где играл до 1998 года. В сезоне 1995/96 Новак был признан лучшим плеймейкером в Бундеслиге, а также футболистом года в Польше, помимо этого он с клубом вышел в Кубок УЕФА.
В 1998 году Новак перебрался в Соединённые Штаты и присоединился к новосозданному «Чикаго Файр» перед дебютом клуба в MLS. Он быстро зарекомендовал себя как один из лучших игроков в лиге, он помог клубу выиграть Кубок MLS (1998) и два Открытых кубка США (1998, 2000). Он три раза попадал в символическую сборную MLS, три раза был лучшим игроком «Чикаго Файр» и лучшим игроком Кубка MLS 1998 года. Новак провёл за «Файр» 114 игр в лиге, забил 26 голов и отдал 48 голевых передач. Он играл за клуб из Чикаго в течение пяти сезонов и ушёл в отставку в 2002 году. В 2003 году он стал первым членом «Кольца огня», Зала славы «Чикаго Файр».

## Карьера клубного чиновника
Ещё будучи действующим футболистом, Новак в 1999 году стал председателем «Гурник Конин». Тренер Ежи Касалик был уволен без объяснения причин, несмотря на первое место в лиге, Новак назначил малоизвестного тренера Ярослава Котаса. Команда вскоре начала регулярно проигрывать матчи и смогла избежать вылета только благодаря хорошему старту.
Сезон 1999/2000 года оказался катастрофой. Владельцы решили переименовать основную команду в «Конин», в то время как резервные и молодёжные команды использовали старое название «Алюминиум Конин». Клуб финишировал последним. Затем выяснилось, что во второй половине сезона у руководства были планы по передислокации команды в Быдгощ. В конце концов, переезд так и не был осуществлён, но команда, которая набрала лишь восемь очков за весь сезон, была расформирована. В этом обвинили руководство клуба и в частности Новака. Резервная команда, которая в том сезоне вылетела из третьего дивизиона, стала первой командой, а сезон спустя (2000/01) смогла завоевать повышение в классе.

## Тренерская карьера

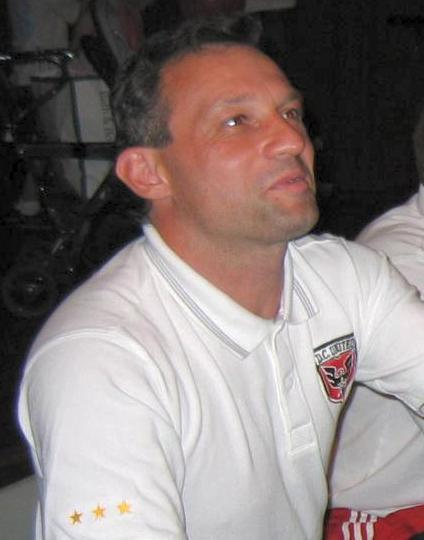
Пётр Новак у руля «Ди Си Юнайтед» (18 июля 2004)

После окончания карьеры Новак в течение одного сезона работал в «Чикаго Файр» в качестве директора по международным связям и посла. В 2004 году он начал тренерскую деятельность, возглавив «Ди Си Юнайтед». В своём первом сезоне он привёл клуб к победе в Кубке MLS, «Юнайтед» со счётом 3:2 обыграл «Канзас-Сити Уизардс». После этой победы Новак стал первым человеком в истории MLS, который выиграл Кубок MLS как игрок и как главный тренер. Кроме того, он стал первым главным тренером во всех крупных американских видах спорта за последние полвека, который выиграл чемпионат в течение двух лет после окончания карьеры игрока.
В 2005 году, в рамках празднования десятилетнего юбилея MLS Новак был включён в символическую сборную игроков за всю историю лиги. В течение трёх лет с «Юнайтед» Новак выиграл Supporters’ Shield и был дважды избран главным тренером команды Всех звёзд MLS (2004, 2006)
В 2007 году он перешёл на должность помощника главного тренера сборной США Боба Брэдли. Новак также стал главным тренером молодёжной сборной и руководил командой на Олимпийских играх 2008 года в Пекине.
Через Новака с Брэдли прошло более 70 игроков, они выиграли Золотой кубок КОНКАКАФ 2007. За это время сборная США поднялась с 31-й до 12-й позиции в рейтинге сборных ФИФА.
28 мая 2009 года Новак отказался от своей должности в сборной Соединённых Штатов. Впоследствии Philadelphia Inquirer сообщил, что Новак станет первым главным тренером новосозданного «Филадельфия Юнион», когда клуб начнёт играть в 2010 году. В пятницу, 29 мая 2009 года, Новак был представлен в местных СМИ.

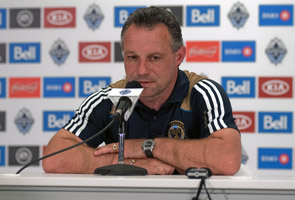
Пётр Новак на посту тренера «Филадельфия Юнион» (18 июня 2011)

В декабре 2011 года Новак также был назначен исполнительным вице-президентом «Филадельфия Юнион». В своём втором сезоне в качестве главного тренера Новак вывел «Юнион» в плей-офф. В результате Новак был избран тренером сборной Всех звёзд MLS на 2012 год.
13 июня 2012 года Пётр Новак был уволен, причиной послужили неубедительные результаты и неудачная трансферная политика, хотя все переходы игроков были одобрены советом директоров «Филадельфия Юнион» и операционным партнёром Ником Сакевичем. На самом деле причиной были сокращение расходов и финансовые проблемы, команде пришлось продать ведущего бомбардира Себастьена Ле Ту, капитана Дэнни Кейлиффа и перспективного Дэнни Мвангу. Новак через суд пытался признать разрыв контракта с ним незаконным, но в 2015 году проиграл дело.
Позже Новака начали обвинять в плохом обращении с игроками. Якобы он неоднократно оскорблял игроков, не обращал внимания на травмы, заставлял игроков бегать в жару и запрещал им пить воду, а также грубо обращался с новичками.
13 января 2016 года он стал тренером «Лехия Гданьск». Под его руководством «Лехия» заняла пятое и четвёртое места соответственно в Экстраклассе. 27 сентября 2017 года он стал спортивным директором «Лехии», а главным тренером стал один из его помощников Адам Оуэн. 17 января 2018 года он покинул клуб.
31 декабря 2021 года возглавил «Ягеллонию». 10 июня 2022 года был уволен.

## Карьера функционера
В феврале 2014 года он был нанят в качестве технического и личного советника президента Карибского футбольного союза, куда входит 31 страна (в составе КОНКАКАФ). В сентябре 2014 года он также стал техническим директором Футбольной ассоциации Антигуа и Барбуды и главным тренером сборной страны. Он курировал все национальные командные программы, в том числе FIFA Grass Roots и женские программы. Под его руководством Антигуа и Барбуда впервые в истории поднялась на 70-е место в рейтинге сборных ФИФА, это самая маленькая по количеству населения страна, которая вошла в сотню в рейтинге сборных ФИФА.

## Награды
В 2003 году Новак стал первым членом «Кольца огня», зала славы «Чикаго Файр». В 2005 году Новак попал в символическую сборную за всю историю MLS. В 2012 году Новак был награждён по случаю 15-й годовщины «Файр».
В 2005 году за свой вклад в продвижение авторитета Польши за рубежом и достижения в качестве тренера он получил рыцарский крест Ордена Заслуг перед Республикой Польша.